# Stötbotten (strömningshinder)

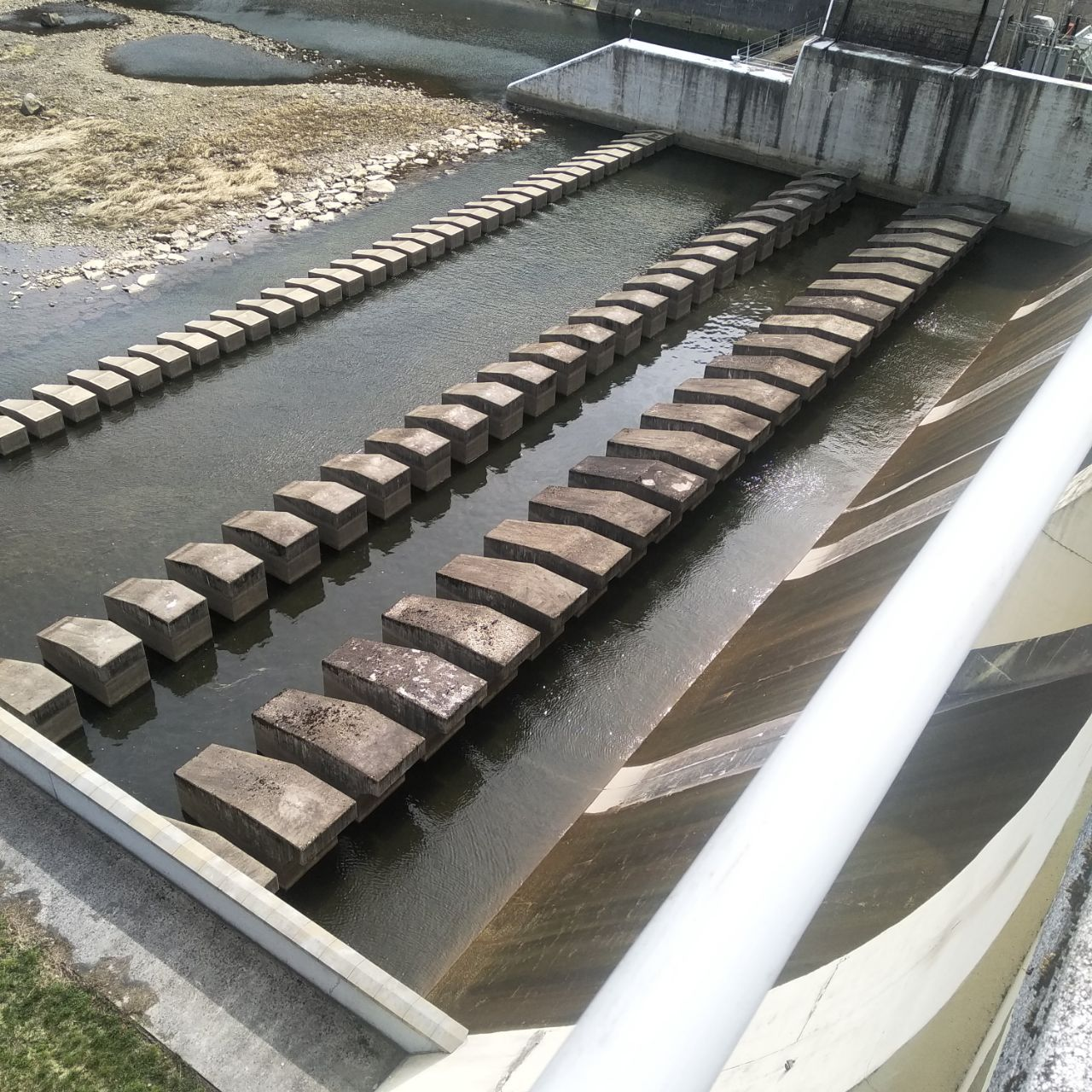

Stötbotten är ett anlagt strömningshinder för att skapa ett vattensprång nedanför dammluckor och skibord. För att minimera erosionen vid stötbotten, är det vanligt att stötbotten anläggs på en gjuten betongplatta, som det stråkande vattnet får rinna över.